# Rio Cabril (Corgo)
O rio Cabril é um rio português afluente da margem direita do rio Corgo, este rio por sua vez é afluente da margem direita do rio Douro.

Nasce na Serra do Alvão, passa por Adoufe e desagua no rio Corgo (na alfufeira do Terragido) a cerca de 1,5 km do centro da cidade de Vila Real, após percorrer cerca de 10 quilómetros.

## Afluentes
- Ribeira da Maíla (MD)
- Ribeira da Marinheira (MD)
- Ribeira das Regadas (MD)
- Ribeira do Pontão do Outeiro (MD)